# Florian Doru Crihana
Florian Doru Crihana (Galați, 7 aprile 1958) è un artista romeno.
È tra i più apprezzati illustratori satirici europei. Ha vinto oltre settanta premi internazionali; le sue opere sono ospitate nel museo di arte moderna di Goslar.

## Biografia
Nasce a Galați, città della Romania, il 7 aprile del 1958. Studia ingegneria navale all'istituto Navale di Galati, dove si laurea nel 1984. Il primo riconoscimento arriva nel 1989, con una menzione di onore all' Aydin Dogan competition di Ankara e al Grand Prix Novi Sad. I primi successivi, spingono nel 1990 a lasciare la sua professione per intraprendere quella di artista satirico.

## Carriera
Determinante nella sua carriera è l'incontro con il giornalista, collezionista ed editore tedesco Dieter Burkamp che consente l'inserimento di dieci opere nella collezione del Museo d'arte moderna di Goslar.
Nel 2011 realizza un ciclo di 40 opere per la mostra "Il valore della povertà" all'interno della Facoltà di Economia dell'Università La Sapienza di Roma, progetto realizzato in collaborazione con la Fondazione Migrantes della Conferenza Episcopale Italiana. Le opere sono pubblicate sulla rivista Migranti press, mentre cinque lavori sono tuttora esposti presso la sede centrale della Fondazione Migrantes a Roma. In occasione del venticinquesimo anniversario della morte di Federico Caffè, nel 2012 l'artista realizza dieci opere satiriche sull'economista, esposte presso la Facoltà di Economia dell'Università La Sapienza in occasione delle commemorazioni ufficiali, che hanno visto la partecipazione di Mario Draghi; una selezione di opere viene pubblicata negli atti ufficiali dell'evento. Il 23 ottobre 2013, l'opera Bread viene pubblicata da Le Monde. A settembre 2014 espone al Centro Romeno di cultura e ricerca umanista di Venezia; il successo dell'evento, porta la medesima istituzione ad ospitare la mostra "Blitz veneziano", una collezione di opere dedicate al capoluogo veneto.
A giugno 2017, espone alla galleria del Palazzo d'Europa con una collezione di opere dedicate alla città di Strasburgo. Nel 2018, in occasione del 70º anniversario della Dichiarazione dei diritti umani, l'Association Cartooning for Peace sceglie un lavoro di Crihana per rappresentare la Romania in una mostra che ha coinvolto 60 artisti, sotto la direzione artistica di Plantu.

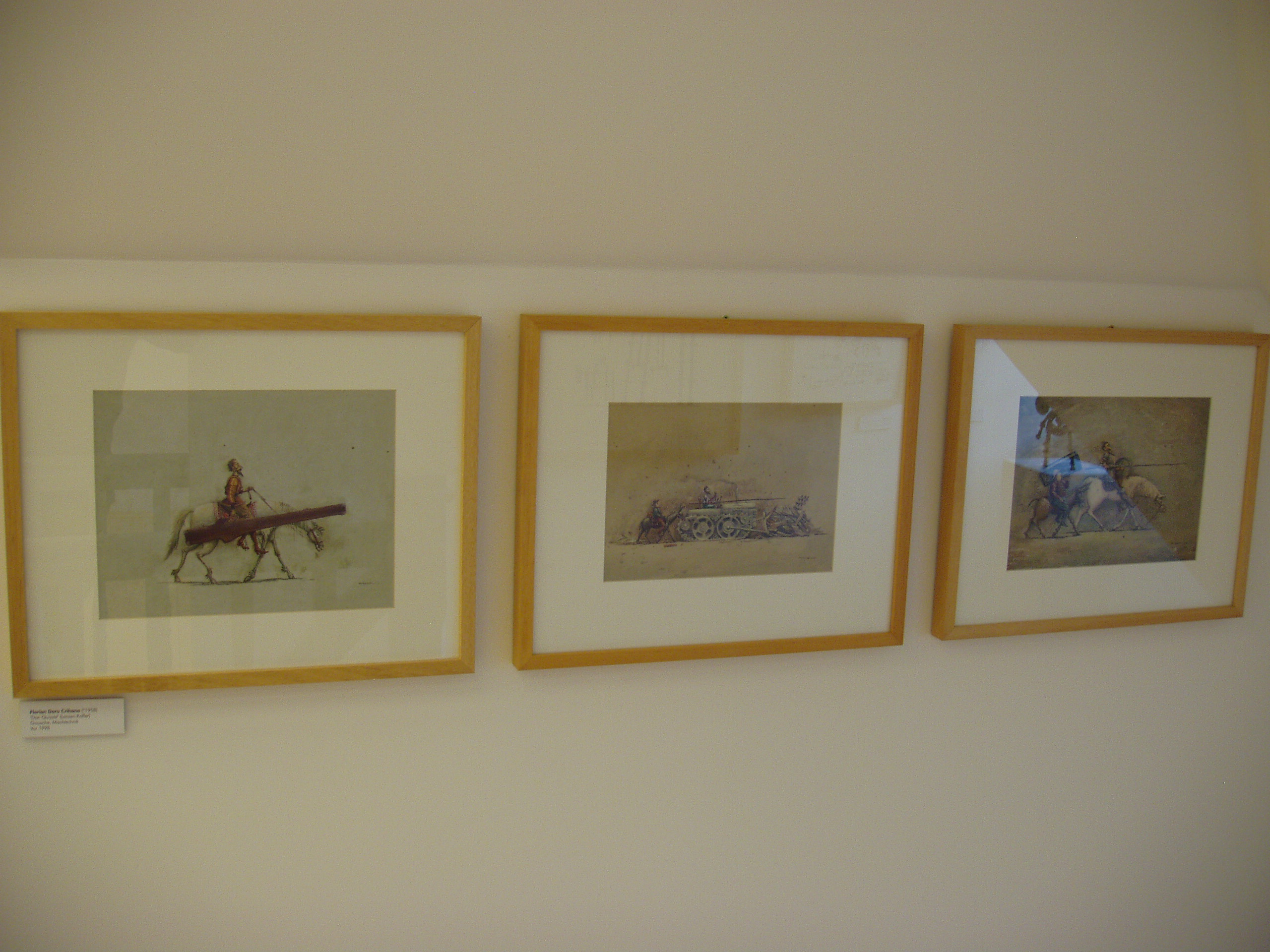
Opere di Florian Doru Crihana al museo d'arte moderna di Goslar

## Pubblicazioni
- 2010 - Florian Doru Crihana, Dieter Burkamp, Gisela Burkamp, Satirische Idyllen, Kerber.